# Marino Marzano (Dokumentarfilmer)
Marino Marzano (* 1926 in Rom) ist ein italienischer Dokumentarfilmer.
Marzano brachte 1964 den interessanten Stregoni in tight (Africa d'oggi) in die Kinos, der von Kritikern und Publikum wohlwollend aufgenommen wurde. Seine weiteren Arbeiten blieben eher unbemerkt oder gar unveröffentlicht (Alla ricerca del dodo).

## Filmografie (Auswahl)
- 1965: Stregoni in tight (Africa d'oggi)
- 1966: 00 ciak operazione mondo